# Candice Renoir
Candice Renoir ist eine französische Krimiserie, die 2013 bei France 2 Premiere feierte. Bis 2023 wurden 11 Staffeln mit insgesamt 94 Folgen ausgestrahlt. In Deutschland läuft die Serie seit 2016. Ab Dezember 2022 erschienen noch 2 Folgen in Spielfilmlänge (90 Minuten).

## Inhalt
Die Serie handelt vom Leben der titelgebenden Polizei-Kommandantin Candice Renoir, gespielt von Cécile Bois. Renoir wuchs in der nordfranzösischen Stadt Valenciennes auf. Sie hatte eine zehnjährige Auszeit vom Polizeidienst genommen, um ihren Ehemann Laurent, einen erfolgreichen Manager, auf seinen beruflichen Stationen weltweit begleiten zu können. Zuletzt hatte die Familie in Singapur gelebt. Nach der Trennung von Laurent kehrt sie in den Polizeidienst zurück und wird Teamleiterin bei der Mordkommission in Sète.
Anfangs hat sie mit der Feindseligkeit ihres neuen Teams zu kämpfen. Insbesondere Capitaine Antoine Dumas geht zunächst auf offene Konfrontation zu Renoir. Er hatte das Team vor Renoirs Rückkehr einen Monat kommissarisch geleitet und der Zusage von Polizeidirektorin Yasmine Attia vertraut, dass er auch in Zukunft Teamleiter sein werde. Einzig die Kriminaltechnikerin Pascale Ibarruri verhält sich Renoir gegenüber nicht ganz so feindselig. Nach einer Wette gelingt es Renoir jedoch, den Respekt ihres Teams zu erlangen.
Für Wirbel außerhalb des Berufes sorgen ihre Kinder Emma, Jules und die Zwillinge Martin und Léo. Renoir versucht, ihren Beruf als Polizistin und die Rolle als alleinerziehende Mutter unter einen Hut zu bringen und erhält dabei Hilfe von dem Au-pair-Mädchen Laurette und ihrem Nachbarn Hervé.
Ein immer wiederkehrendes Element sind die plötzlichen Eingebungen, die Candice Renoir während alltäglicher Situationen in ihrem häuslichen Umfeld überkommen, und die – mit ihrem aktuellen Fall assoziiert – zur Lösung des Falls beitragen. Oft handelt es sich dabei um einen dahingeworfenen Satz ihrer Kinder aus einem gänzlich anderen Zusammenhang.

## Darsteller und Synchronisation
Die deutschsprachige Synchronisation der Serie erfolgt bei der Studio Hamburg Synchron GmbH nach Dialogbüchern von Kira Uecker, Rainer Martens, Gabriele Voussem und Cindy Beier unter der Dialogregie von Uecker, Martens und Celine Fontanges.
| Rollenname                | Schauspieler/in         | Hauptrolle (Folgen)               | Synchronsprecher/in |
| ------------------------- | ----------------------- | --------------------------------- | ------------------- |
| Commandant Candice Renoir | Cécile Bois             | 1.01–                             | Marion Elskis       |
| Emma Renoir               | Clara Antoons           | 1.01–                             | Leonie Landa        |
| Jules Renoir              | Étienne Martinelli      | 1.01–                             |                     |
| Martin Renoir             | Paul Ruscher            | 1.01                              |                     |
| Léo Renoir                | Alexandre Ruscher       | 1.01–                             |                     |
| Laurent Renoir            | Arnaud Giovaninetti     | 1.01–2.07, 6.04, 6.05             | Erik Schäffler      |
| Antoine Dumas             | Raphaël Lenglet         | 1.01–                             | Matthias Klimsa     |
| Yasmine Attia             | Samira Lachhab          | 1.01–3.10                         |                     |
| Chrystelle Da Silva       | Gaya Verneuil           | 1.01–5.03                         | Simona Pahl         |
| Jean-Baptiste Medjaoui    | Mhamed Arezki           | 1.01–2.10, 3.01, 3.04             | Tobias Schmidt      |
| Hervé Mazzani             | Alexandre Varga         | 1.01–2.03, 5.05, 5.06             |                     |
| Pascale Ibarruri          | Alix Poisson            | 1.01–2.02                         | Sabine Falkenberg   |
| Aline Jego                | Delphine Rich           | 2.03–5.10                         |                     |
| David Canovas             | Stéphane Blancafort     | 2.07–4.10, 5.01, 5.03, 5.08, 5.10 |                     |
| Mehdi Badhou              | Ali Marhyar             | 3.08–                             |                     |
| Sylvie Leclerc            | Nathalie Boutefeu       | 3.09–                             |                     |
| Franck Davenne            | François-Dominique Blin | 6.02–6.06                         | Joachim Kretzer     |

## Titelmusik
Als Titelmusik dient Respect von Otis Redding, gesungen von Aretha Franklin. Der Song, dessen Botschaft von einer Frau an einen Mann gerichtet ist, wurde gewählt, weil er nach Ansicht der Produzenten der Lebenssituation der Protagonistin entspricht: Candice wünscht sich Respekt von ihren Kindern, ihrem Ex-Ehemann, von ihren Vorgesetzten und Untergebenen und von ihren Liebhabern.

## Ausstrahlung
Die deutschsprachige Erstausstrahlung der ersten beiden Staffeln erfolgte vom 4. Februar 2016 bis zum 31. März 2016 durch ZDFneo, ebenso die der Staffeln drei und vier (26. Juli 2017 bis 4. Oktober 2017) sowie von Staffel fünf und sechs (seit 12. Oktober 2018 in Doppelfolgen). Ab dem 27. August 2021 wurde die neunte Staffel ausgestrahlt.